# Wichita, Kansas
Wichita är en stad i den amerikanska delstaten Kansas, nära Little Arkansas utlopp i Arkansasfloden. Den har en befolkning på 361 400 invånare (2007), medan storstadsregionen (metropolitan area) har 596 400 invånare (2007). Wichita är delstatens största stad och huvudort i Sedgwick County.
Wichita är känt för sin flygplansindustri. Stearman, Cessna, Beechcraft och Mooney grundades alla i Wichita. Cessna och Beechcraft gick ihop 2014 till Textron Aviation, med säte i Wichita. I staden finns även Spirit AeroSystems, en stor underleverantör till Boeing och Airbus. Utanför staden finns även McConnell Air Force Base. Andra industrier i staden är petroleumraffinaderier, kvarnar, slakthus, spannmålsindustri, järnvägsverkstad och järn- och metallvaruindustri. Staden är säte för Wichita State University, grundat 1895, och kväkarnas Friends University, grundat 1898, samt en rad andra utbildningsinstitutioner. Nära staden ligger en flygbas.
Wichita grundades 1864 som en handelsstation med indianerna, och fick stadsstatus 1871. En replika av Wichita som staden såg ut 1870 finns på friluftsmuseet Old Cowtown Museum.

## Externa länkar

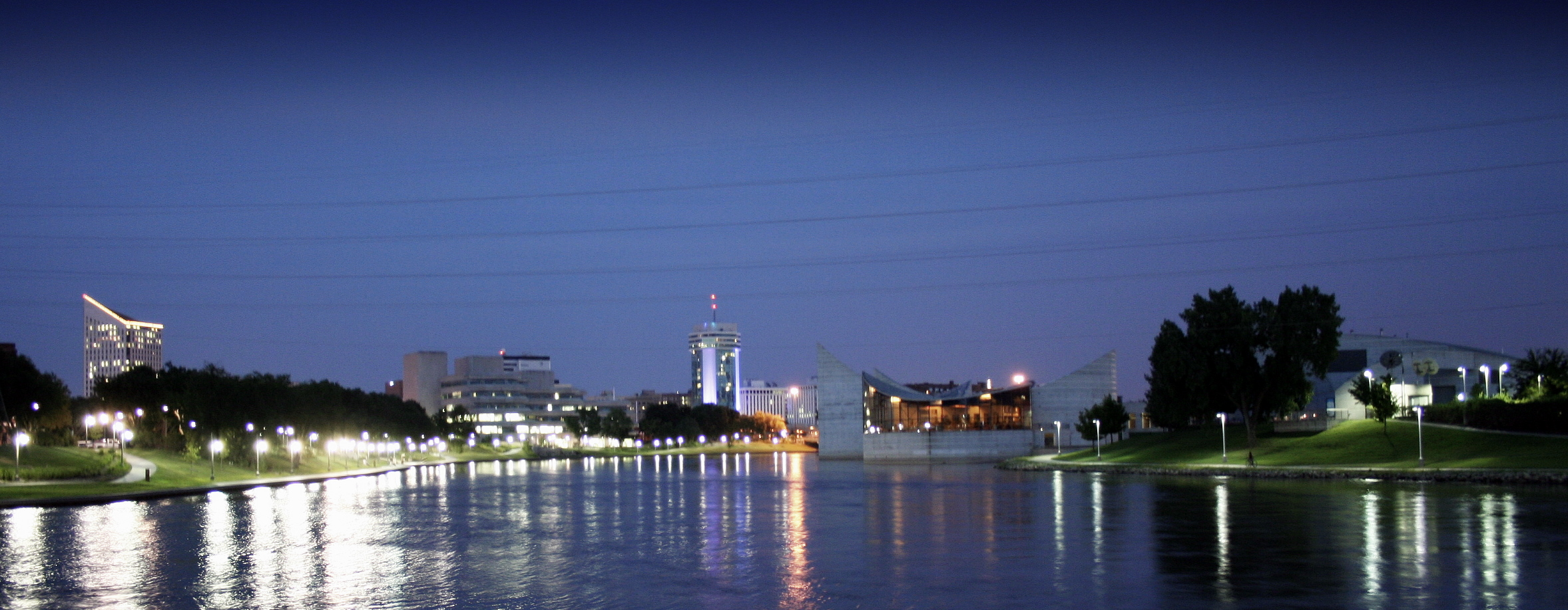
Wichita sett från Arkansasfloden.